# Both András (horvát bán)
Bajnai Both András (fl. 1479–1511), 1482-ben, majd 1504 és 1507 között Dalmát Horvát és Tótország bánja, 1497 és 1498 között Zala vármegye ispánja, és végül 1510-ben Ung és Zemplén vármegyék ispánja, földbirtokos.

## Élete
A nemesi származású bajnain Both családnak a sarja. Apja bajnai Both István (fl. 1451–1479), királyi ember, földbirtokos, Pálóczi György esztergomi érsek familiárisa. Fivére bajnai Both János (fl. 1481–1492), Dalmát Horvát és Tótország bánja, földbirtokos.
Fiatal korában Mátyás magyar király fekete seregnek az egyik hadvezére volt. Az 1474-ben zajlott fiumei csatában győzelmet aratott. 1487-ben Ung és Zemplén vármegyék ispánja, 1489-ben Zágráb város kormányzója, Zengg városi kapitány. Mátyás király halála után majd II. Ulászló magyar király oldalára állt és uralkodása alatt Both András Dalmát Horvát és Tótország bánjáként 1482-ben, majd 1504 és 1507 között, és végül 1510-ben szolgálta.
Hunyadi Mátyás király a fiának, Corvin János szlavón bánnak adományozta. Ám ő 1494-ben bajnai Both Andrásnak és testvérének 18.000 aranyforintért eladta a várat. Két oklevél maradt fönn erről az átadásról. Mindkettő szerint adósság miatt történt meg az adás-vétel. Ezt a birtokcserét 1495. május 30-án a Pécsett tartózkodó II. Ulászló magyar király is megerősítette. Bajnai Both András ezután Siklóson alakította ki uradalmának központját. Bajnai Both András 1497 és 1498 között Zala vármegye ispánja volt. A szintén Mátyás alatt felemelkedett bajnai Both András 1502-ben tagja volt az Anna királyné fogadására kirendelt küldöttségnek, 1504-ben említették először báróként. 1506-ban a környező (atyai (Valkó vármegye), szombathelyi (Baranya vármegye), valpói) uradalmakat Perényi Imre nádor kapta meg a királytól. 1507-ben Bajnai Both András föllázadt a király ellen, aminek okait a mai napig nem lehet tudni. Perényi Imre nádor szembeszállt a lázadóval, és sikeresen elfoglalta Siklós várát, majd adás-vétel ürüggyel megszerezte a vár a tulajdonjogát.
Vince otocsáni püspök számára a magyar ügyek nem voltak ismeretlenek, ugyanis 1508-ban bajnai Both András horvát-szlavón bán követeként tárgyalt II. Gyula pápával az oszmánok elleni segélyek ügyéről. Minthogy bajnai Both András egyébként báni székhelyét Otocsánon tartotta, így személyes kapcsolatuk kézenfekvő. Noha 1508-ban Ulászló király leváltotta bajnai Both Andrást és kamicsáci Horvát Márkot a bánság éléről, helyettük Kanizsai Györgyöt és Csáktornyai Ernuszt Jánost nevezte ki, de az utóbbiak nem tudták átvenni a bánság irányítását. Bajnai Both András nem volt hajlandó a tartomány kormányzatát utódainak, Kanizsai Györgynek és Ernuszt Jánosnak ténylegesen átadni. 1509-re a török veszély egyre nagyobb lett. A négy hatalom, a császár, a francia és a spanyol király meg a pápa által tető alá hozott szövetséghez Ulászló magyar királyt is felkérték a létrehozott liga csatlakozásra. A reménybeli szövetségesek Magyarország tevőleges, katonai részvétele fejében a területi gyarapodás lehetőségét, illetve a török elleni hadjáratban való részvételüket ajánlották fel. Mindehhez járult Perényi Imre nádor és bajnai Both András dalmát-horvát-szlavón bán közötti ellenségeskedés, amely miatt a bánságban polgárháborús viszony alakult ki. Jóllehet a király leváltotta Both Andrást és társát a báni tisztségről, de azok példátlan módon nem hagyták el a hivatalukat, és így megakadályozták, hogy az új bánok, Kanizsai György és Ernuszt János elfoglalhassák hivatalukat. Ráadásul, mivel Both András külön politikai vonalat vitt, ez kihatással volt a cambrai-i liga ügyében folyó tanácskozásokra is.

## Házassága és leszármazottjai
Első neje, Dóczi Margit (fl. 1492), akitől született:
- Both Katalin (fl. 1492)
- Both Orsolya (fl. 1492–1512). Férje: beregszói Hagymássy Miklós (fl. 1435–1476), világosvári várnagy, földbirtokos.

Első neje halála után feleségül vette körösszegi Csáky Anna (fl. 1504–1520) asszonyt, akinek a szülei Csáky Benedek és Rozgonyi Apollónia voltak. Fivére Csáky Miklós csanádi püspök volt. A második frigyéből nem létezik ismert gyermek.